# ITV West Country
ITV West Country ist der britische Fernsehdienst, der von ITV Broadcasting Limited für das Franchise South West England im ITV bereitgestellt wird.  Zuvor, zwischen 2009 und 2013, war das Gebiet eine gleichnamige Nicht-Franchise-Region, die das ehemalige Franchise-Gebiet ITV Westcountry und die Unterregion ITV West des Franchise-Unternehmens ITV Wales & West umfasste.  Die beiden Unternehmen, aus denen die neue Region besteht – ITV Wales & West Ltd und Westcountry Television Ltd – bestehen jeweils noch rechtlich;  Die ehemalige Holdinggesellschaft für ITV Wales and West wurde jedoch am 7. Februar 2023 aufgelöst.